# هولت (مینه‌سوتا)
هولت، مینه‌سوتا (به انگلیسی: Holt, Minnesota) یک شهر در ایالات متحده آمریکا است که در شهرستان مارشال واقع شده‌است.

## خصوصیات
هولت ۲٫۶۲ کیلومترمربع مساحت و ۸۸ نفر جمعیت دارد و ۳۵۲ متر بالاتر از سطح دریا واقع شده‌است.